# Station Brzeszcze
Station Brzeszcze is een spoorwegstation in de Poolse plaats Brzeszcze.